# Siphonaria lessonii
Siphonaria lessonii es una especie de  molusco gasterópodo pulmonado marino de la familia Siphonariidae, las falsas lapas.

## Descripción
La concha de Siphonaria lessoni mide aproximadamente 32 mm de largo máximo. Tiene una concha grande, pudiendo ser alta o baja. En la parte externa es de color marrón oscuro a pálido, mientras que la superficie interna de la conchilla es brillante. El ápice es agudo y se sitúa en la mitad posterior, no extendiéndose más allá de la base de la concha. Se presenta ligeramente desplazado hacia la izquierda, así como levemente curvado y puntudo. Esta especie tiene una escultura formada por costillas radiales primarias cruzadas por líneas de crecimiento. La base de la concha es elíptica a circular.

## Distribución y Hábitat
Siphonaria lessoni se distribuye, en el Atlántico desde Santa Catarina (Brasil), hasta el cabo de Hornos (Chile), pasando por las costas de Uruguay, y en la Argentina, en la provincia de Buenos Aires y de la Patagonia. También se la encuentra en las islas Malvinas. Por el Pacífico se lo encuentra desde el Canal Beagle y el Estrecho de Magallanes hasta la Isla de Chiloé, por el norte (Chile).
Habita el Piso Supralitoral, al que caracteriza biológicamente, y en el Mediolitoral-, donde integra como especie acompañante la comunidad de Brachidontes rodriguezii-Mytilus platensis. En el ambiente natural es una especie muy común sobre sustratos rocosos de dureza variable, desde la cuarcita muy compacta hasta las rocas sedimentarias muy friables.

## Usos en el pasado por las poblaciones humanas
Si bien no fue una especie empleada por las poblaciones cazadoras recolectoras de la Patagonia en el pasado, se han encontrado algunos ejemplares en varios concheros de la costa de Santa Cruz. Su presencia en los mismos se interpreta como parte del acarreo no intencional al recolectar otras especies consumidas, como Nacella magellanica, Mytilus chilensis o Aulacomya atra. Como tal, se las denomina fauna acompañante.

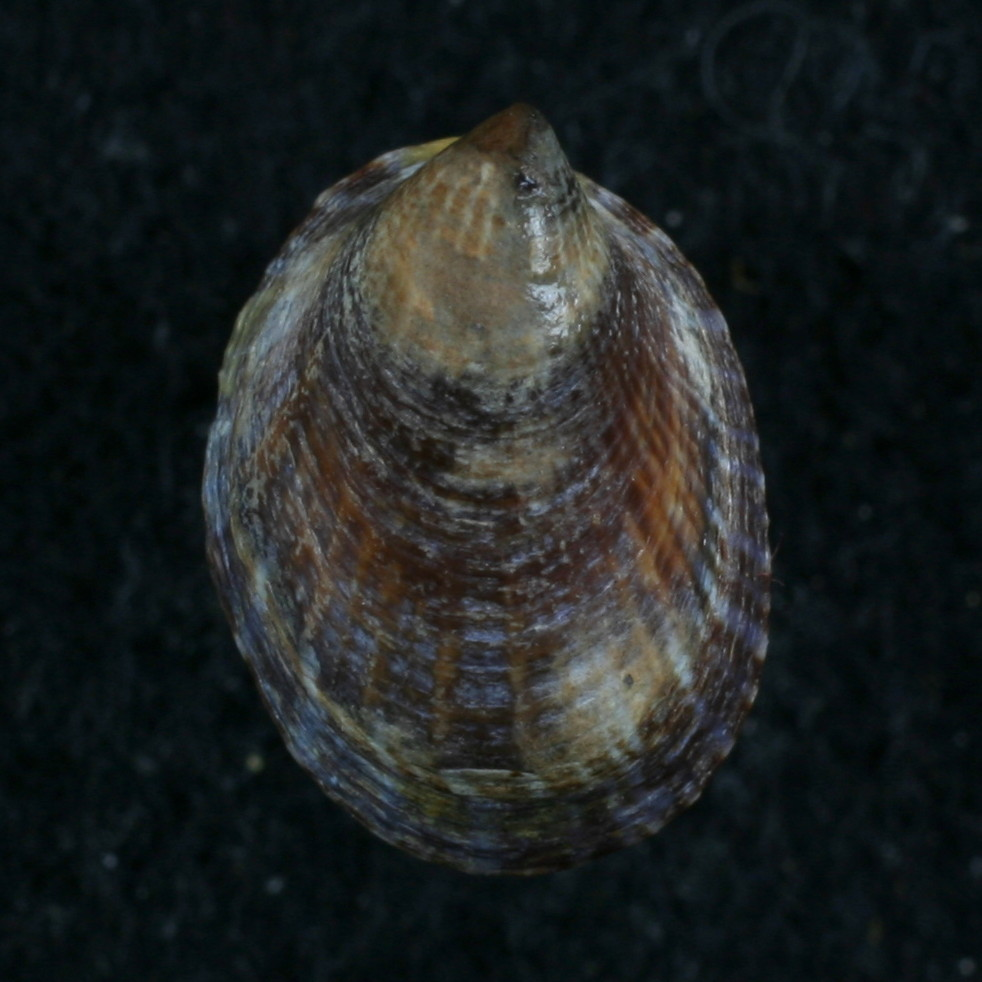
Vista dorsal
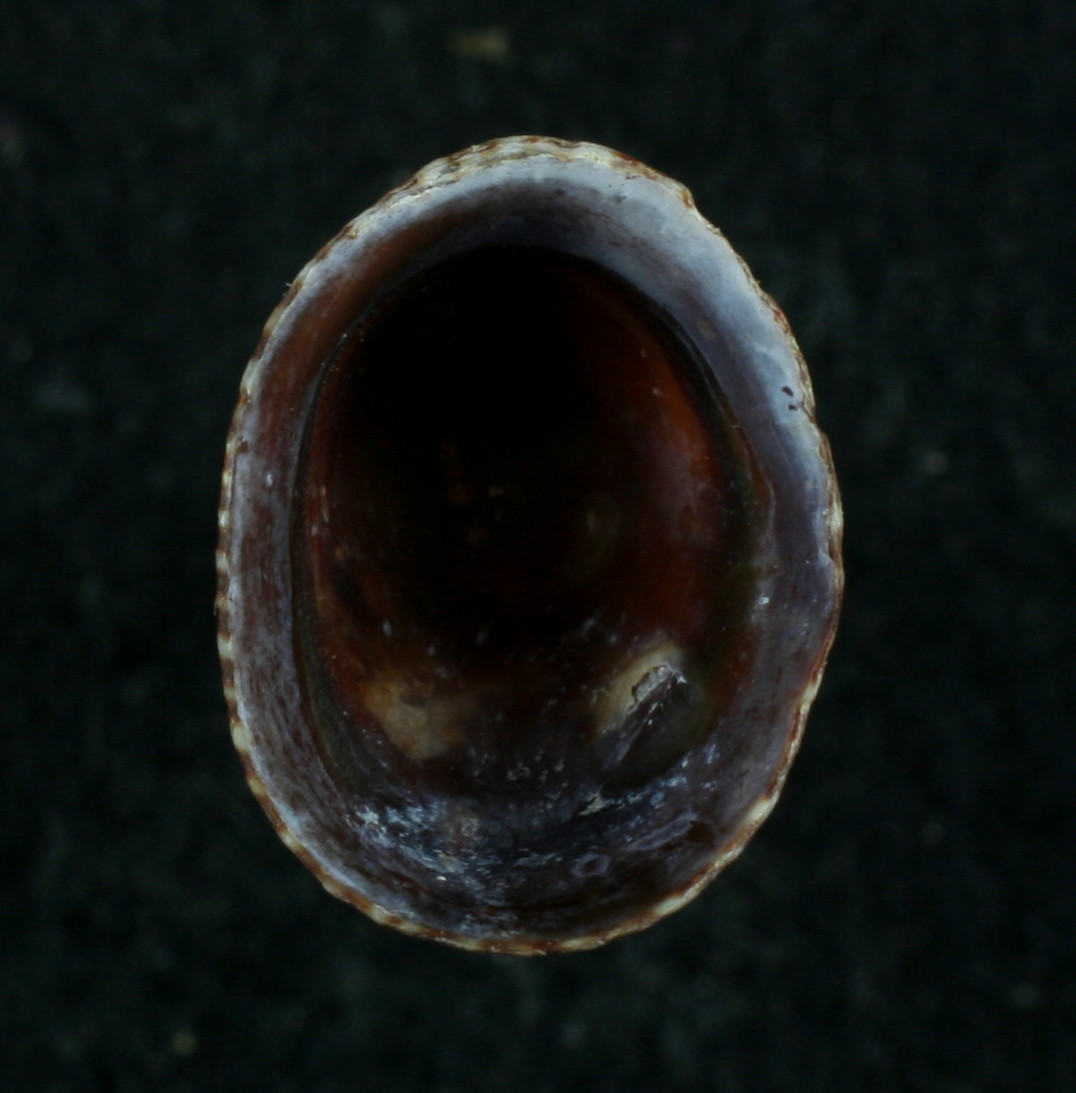
Vista apertural
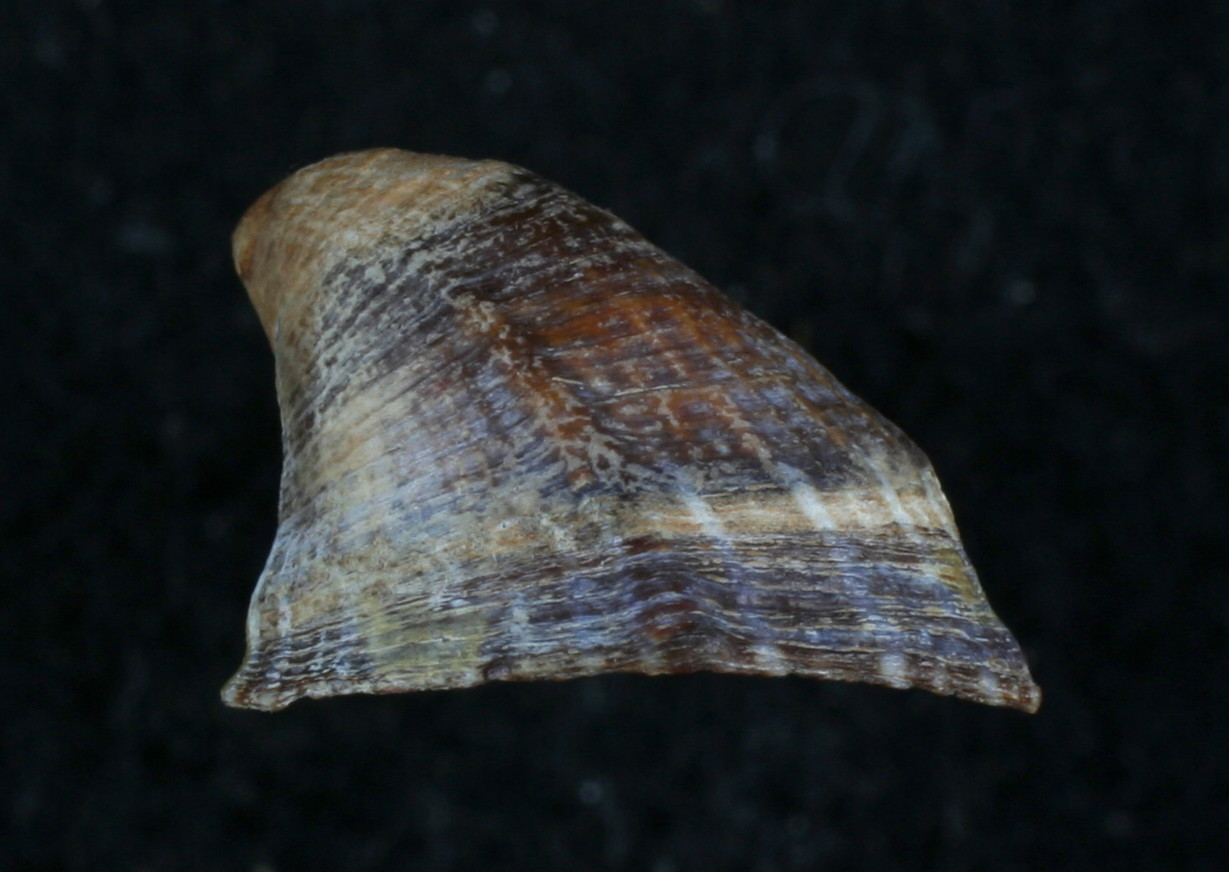
Vista lateral
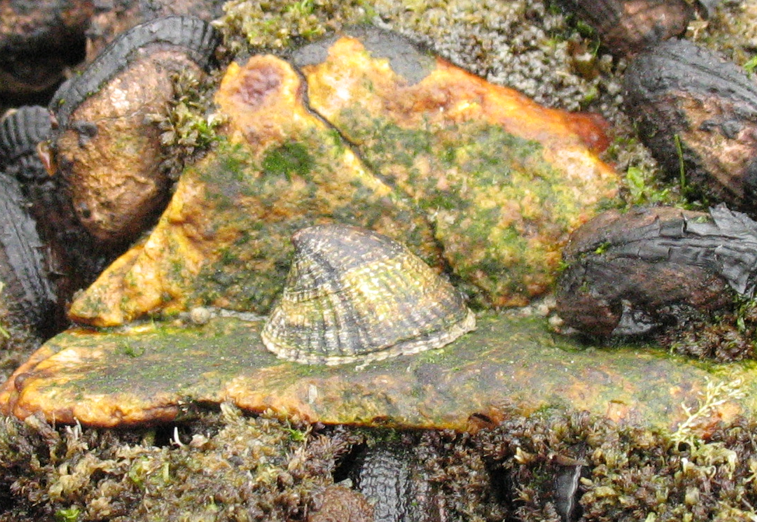
Siphonaria lessonii en la restinga cerca de Puerto Deseado (Argentina).